# 곰배령
곰배령은 강원특별자치도 인제군에 위치한 귀둔리 곰배골마을에서 진동리 설피밭마을로 넘어가는 높이 1164 m의 고개이다. 곰이 배를 하늘로 하고 누워있는 듯한 모습을 하고 있어 곰배령이라는 이름이 붙여졌다. 곰배령 일대는 생태적으로 잘 보존되어 있으며, 850여 종의 식물이 서식하고 있다. 곰배령 일대는 1987년 산림유전자원보호구역으로 지정되었다.

## 같이 보기
- 마등령
- 점봉산
- 설악산